# Krapinske Toplice
Krapinske Toplice est un village et une municipalité située dans le comitat de Krapina-Zagorje, en Croatie. Au recensement de 2001, la municipalité comptait 5 744 habitants, dont 98,92 % de Croates et le village seul comptait 1 317 habitants.

## Localités
La municipalité de Krapinske Toplice compte 17 localités :
| - Čret - Donje Vino - Gregurovec - Hršak Breg - Jasenovac Zagorski - Jurjevec - Klokovec - Klupci - Krapinske Toplice | - Lovreća Sela - Mala Erpenja - Maturovec - Oratje - Selno - Slivonja Jarek - Viča Sela - Vrtnjakovec |